# Mazet-Saint-Voy
Pour les articles homonymes, voir Mazet (homonymie).
Le Mazet-Saint-Voy, officiellement Mazet-Saint-Voy, est une commune française située dans le département de la Haute-Loire en région Auvergne-Rhône-Alpes.

## Géographie
Mazet-Saint-Voy se trouve sur la partie orientale du Massif central, à l'est du Puy-en-Velay, au sud de Saint-Étienne et à l'ouest de Valence. La commune occupe un plateau granitique et basaltique, à l'altitude de 1 000 mètres environ. L'habitat est dispersé en un grand nombre de petits hameaux.

### Localisation

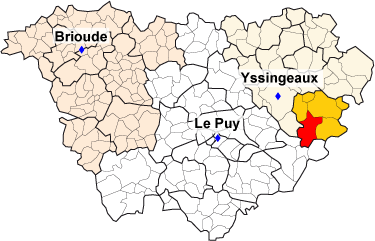
Situation départementale.

La commune de Mazet-Saint-Voy se trouve dans le département de la Haute-Loire, en région Auvergne-Rhône-Alpes.
Elle se situe à 36 km par la route du Puy-en-Velay, préfecture du département, à 17 km d'Yssingeaux, sous-préfecture, et à 6 km du Chambon-sur-Lignon, bureau centralisateur du canton du Mézenc dont dépend la commune depuis 2015 pour les élections départementales.
Les communes les plus proches sont : 
Le Chambon-sur-Lignon (4,8 km), Champclause (6,0 km), Saint-Jeures (6,3 km), Les Vastres (6,6 km), Mars (6,7 km), Fay-sur-Lignon (6,9 km), Araules (7,3 km), Tence (8,3 km).

### Climat
Pour des articles plus généraux, voir Climat d'Auvergne-Rhône-Alpes et Climat de la Haute-Loire.
En 2010, le climat de la commune est de type climat de montagne, selon une étude du Centre national de la recherche scientifique s'appuyant sur une série de données couvrant la période 1971-2000. En 2020, Météo-France publie une typologie des climats de la France métropolitaine dans laquelle la commune est exposée à un climat de montagne ou de marges de montagne et est dans la région climatique Sud-est du Massif Central, caractérisée par une pluviométrie annuelle de 1 000 à 1 500 mm, minimale en été, maximale en automne.
Pour la période 1971-2000, la température annuelle moyenne est de 7,6 °C, avec une amplitude thermique annuelle de 15,9 °C. Le cumul annuel moyen de précipitations est de 972 mm, avec 10,2 jours de précipitations en janvier et 7,1 jours en juillet. Pour la période 1991-2020, la température moyenne annuelle observée sur la station météorologique installée sur la commune est de 7,8 °C et le cumul annuel moyen de précipitations est de 975,0 mm,. Pour l'avenir, les paramètres climatiques de la commune estimés pour 2050 selon différents scénarios d'émission de gaz à effet de serre sont consultables sur un site dédié publié par Météo-France en novembre 2022.
| Mois                                  | jan.           | fév.           | mars          | avril         | mai           | juin          | jui.           | août           | sep.            | oct.          | nov.             | déc.           | année      |
| ------------------------------------- | -------------- | -------------- | ------------- | ------------- | ------------- | ------------- | -------------- | -------------- | --------------- | ------------- | ---------------- | -------------- | ---------- |
| Température minimale moyenne (°C)     | −2,5           | −2,6           | −0,1          | 2,2           | 5,9           | 9,4           | 11,4           | 11,7           | 8,3             | 5,4           | 1,1              | −1,5           | 4,1        |
| Température moyenne (°C)              | 0,2            | 0,4            | 3,6           | 6,3           | 10,1          | 14,1          | 16,5           | 16,6           | 12,4            | 8,8           | 3,8              | 1,2            | 7,8        |
| Température maximale moyenne (°C)     | 2,9            | 3,4            | 7,4           | 10,3          | 14,3          | 18,7          | 21,6           | 21,4           | 16,6            | 12,1          | 6,6              | 3,9            | 11,6       |
| Record de froid (°C) date du record   | −16,5 13.01.03 | −18,2 04.02.12 | −18 01.03.05  | −9 08.04.03   | −3,5 05.05.19 | −0,6 04.06.01 | 3,7 13.07.1993 | 2,1 29.08.1998 | −0,2 30.09.1995 | −8,4 25.10.03 | −12,3 22.11.1998 | −15,7 14.12.01 | −18,2 2012 |
| Record de chaleur (°C) date du record | 18,6 01.01.22  | 19 26.02.19    | 19,6 15.03.12 | 21,9 30.04.05 | 27 21.05.22   | 32,6 27.06.19 | 31,9 07.07.15  | 33 24.08.23    | 28,9 05.09.23   | 27,2 08.10.23 | 19,9 02.11.20    | 18,8 02.12.15  | 33 2023    |
| Ensoleillement (h)                    | 984            | 1 217          | 1 679         | 1 818         | 1 974         | 2 337         | 2 774          | 250            | 1 922           | 1 384         | 985              | 1 002          | 20 574     |
| Précipitations (mm)                   | 58,5           | 42,7           | 47,8          | 77            | 106,9         | 84,6          | 77,5           | 72,2           | 103,3           | 124,8         | 121              | 58,7           | 975        |

## Urbanisme

### Typologie
Au 1er janvier 2024, Mazet-Saint-Voy est catégorisée commune rurale à habitat dispersé, selon la nouvelle grille communale de densité à sept niveaux définie par l'Insee en 2022.
Elle est située hors unité urbaine et hors attraction des villes,.

### Occupation des sols
L'occupation des sols de la commune, telle qu'elle ressort de la base de données européenne d’occupation biophysique des sols Corine Land Cover (CLC), est marquée par l'importance des territoires agricoles (76,7 % en 2018), en augmentation par rapport à 1990 (72,1 %). La répartition détaillée en 2018 est la suivante : 
prairies (53,9 %), zones agricoles hétérogènes (22,7 %), forêts (21,5 %), zones urbanisées (1,9 %). L'évolution de l’occupation des sols de la commune et de ses infrastructures peut être observée sur les différentes représentations cartographiques du territoire : la carte de Cassini (XVIIIe siècle), la carte d'état-major (1820-1866) et les cartes ou photos aériennes de l'IGN pour la période actuelle (1950 à aujourd'hui).

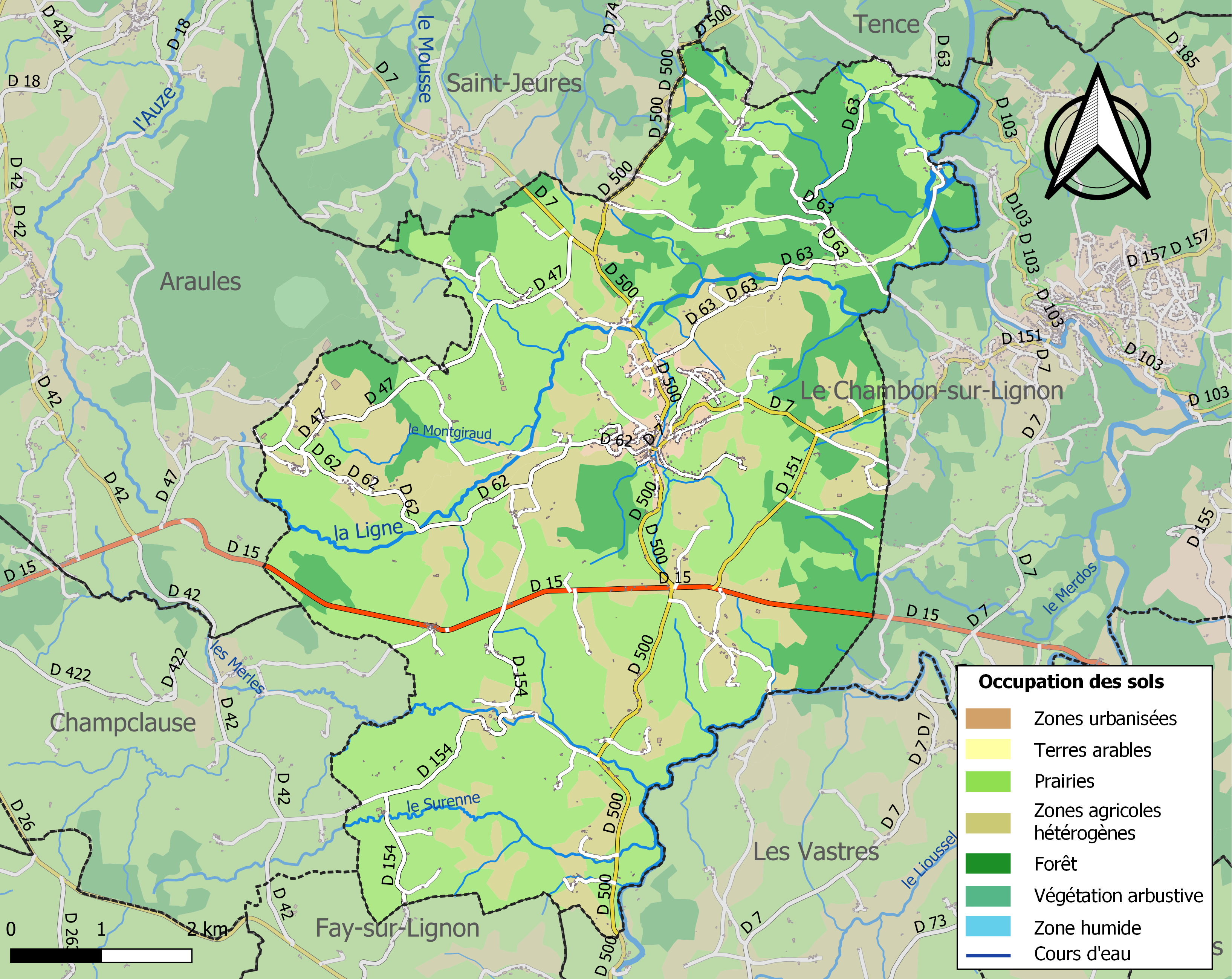
Carte des infrastructures et de l'occupation des sols de la commune en 2018 (CLC).

### Habitat et logement
En 2018, le nombre total de logements dans la commune était de 978, alors qu'il était de 992 en 2013 et de 940 en 2008.
Parmi ces logements, 54,6 % étaient des résidences principales, 38,8 % des résidences secondaires et 6,6 % des logements vacants. Ces logements étaient pour 87 % d'entre eux des maisons individuelles et pour 13 % des appartements.
Le tableau ci-dessous présente la typologie des logements à Mazet-Saint-Voy en 2018 en comparaison avec celle de la Haute-Loire et de la France entière. Une caractéristique marquante du parc de logements est ainsi une proportion de résidences secondaires et logements occasionnels (38,8 %) supérieure à celle du département (16,1 %) et à celle de la France entière (9,7 %). Concernant le statut d'occupation de ces logements, 77,5 % des habitants de la commune sont propriétaires de leur logement (76,9 % en 2013), contre 70 % pour la Haute-Loire et 57,5 pour la France entière.
| Typologie                                               | Mazet-Saint-Voy | Haute-Loire | France entière |
| ------------------------------------------------------- | --------------- | ----------- | -------------- |
| Résidences principales (en %)                           | 54,6            | 71,5        | 82,1           |
| Résidences secondaires et logements occasionnels (en %) | 38,8            | 16,1        | 9,7            |
| Logements vacants (en %)                                | 6,6             | 12,4        | 8,2            |

## Histoire
On a trouvé dans la commune des mégalithes et outils préhistoriques.
La paroisse de Saint-Voy de Bonas dépendait du diocèse du Puy. Elle est dédiée à saint Evode, aussi appelé saint Vosy, qui vécut au IVe siècle. Il y avait un château au lieu-dit Bonas, ainsi qu'au hameau de Montgiraud. De nombreux seigneurs avaient des droits dans la paroisse :
- seigneurs ecclésiastiques : évêque du Puy, commanderie de Devesset.
- seigneurs laïcs : les Châteauneuf du Vivarais, Audoyer, de Jullien, Riou de la Roue, Baudouin, les seigneurs de Fay, ceux du Pont-de-Mars, de Bonas, etc.

D'après le Guide Michelin, Mazet-Saint-Voy est la commune la plus protestante de France. C'est une des rares communes à n'être pas enregistrée comme ancienne paroisse catholique. Son histoire est en effet très marquée par le fait religieux. Au XVIe siècle un curé appelé Bonnefoy se serait converti à la foi réformée et serait parti à Genève. Il y serait resté environ deux ans avant de revenir et d'évangéliser le Plateau. Encore aujourd'hui, des familles protestantes possèdent des bibles contre-signées Calvin. L'édit d'Amboise de 1563 fait de l'ancienne église de Voisy de Bonas un lieu de culte officiel du protestantisme. Dès le XVIe siècle, la très grande majorité des habitants se convertit à la nouvelle foi. Des armées catholiques et protestantes font des expéditions sur le Plateau. Les châteaux et l'église subissent de graves dégradations.
Quelques années de calme sont octroyées par l'édit de Nantes de 1598. Mais vite la répression contre les protestants recommence. Le temple protestant de Saint-Voy est détruit en 1680 sur l'ordre de l'intendant royal. En 1685 le culte réformé est interdit par la Révocation de l’Édit de Nantes. Les dragons (soldats) du roi s'installent dans les fermes pour faire pression sur la population. Des protestants sont envoyés aux galères, d'autres s'enfuient à l'étranger. Ceux qui restent simulent l'abjuration. C'est la période dite du « Désert ». Des cérémonies se tiennent en plein air.
Malgré les consignes officielles, les curés et les catholiques de Saint-Voy entretiennent sous l'Ancien Régime des rapports cordiaux avec les protestants. Mais il y a très peu de mariages mixtes.
L'économie repose sur la culture du seigle et de l'avoine. Il y a des terres pour le pacage des porcs et moutons essentiellement. Les forêts sont rares.
À partir de 1750 la répression s'allège considérablement. En 1787, Louis XVI autorise les protestants à s'inscrire sur les registres paroissiaux catholiques (ancêtres des registres d'état-civil, en quelque sorte). La Révolution française leur donne la citoyenneté complète. Les lois de Napoléon Ier permettent aux temples de se réédifier, celui du Mazet-Saint-Voy est construit à partir de 1816. Le mouvement religieux dit du Réveil arrive sur le Plateau pour raffermir la foi protestante ; de nouvelles communautés religieuses apparaissent à côté de l'Église réformée reconnue par le Concordat.
Au cours de la période révolutionnaire de la Convention nationale (1792-1795), la commune, alors nommée Saint-Voy-de-Bonas a porté le nom de Mont-Lizieu.
En raison d'une nouvelle route passant par le hameau du Mazet, les bâtiments administratifs vont être édifiés sur la D 500, faisant du Mazet le cœur administratif, commercial et religieux de la commune. Celle-ci devient officiellement la commune du Mazet-Saint-Voy en 1894.
Au XIXe siècle, les pommes de terre font leur apparition. Un peu avant 1900 arrivent les cultures fourragères et les terres pauvres délaissées se couvrent d'arbres.
Sous le régime de Vichy et l'occupation allemande, Le Mazet fait partie de la Montagne-refuge qui protège les Juifs, autour du Chambon-sur-Lignon.

## Politique et administration

### Découpage territorial
La commune de Mazet-Saint-Voy est membre de la communauté de communes du Haut-Lignon, un établissement public de coopération intercommunale (EPCI) à fiscalité propre créé le 22 décembre 2000 dont le siège est à Tence. Ce dernier est par ailleurs membre d'autres groupements intercommunaux.
Sur le plan administratif, elle est rattachée à l'arrondissement d'Yssingeaux, au département de la Haute-Loire, en tant que circonscription administrative de l'État, et à la région Auvergne-Rhône-Alpes.
Sur le plan électoral, elle dépend du canton du Mézenc pour l'élection des conseillers départementaux, depuis le redécoupage cantonal de 2014 entré en vigueur en 2015, et de la première circonscription de la Haute-Loire   pour les élections législatives, depuis le redécoupage électoral de 1986.

### Tendances politiques et résultats
- Élections présidentielles de 2017 (2ème tour) : Emmanuel Macron : 539 voix (79,38 %) - Marine Le Pen : 140 voix (20,62 %).
- Élections présidentielles de 2012 (2ème tour) : François Hollande : 538 voix (69,96 %) - Nicolas Sarkozy : 231 voix (30,04 %).
- Élections présidentielles de 2007 (2ème tour) : Ségolène Royal : 513 voix (64,77 %) - Nicolas Sarkozy : 279 voix (35,23 %).
- Élections présidentielles de 2002 (2ème tour) : Jacques Chirac : 628 voix (90,75 %) - Jean-Marie Le Pen : 64 voix (9,25 %).

### Administration municipale
Comme pour toutes les communes françaises comptant entre 500 et 1 499 habitants, le conseil municipal est constitué de 15 membres.

### Liste des maires
| Période                                  | Période   | Identité                    | Étiquette          | Qualité |
| ---------------------------------------- | --------- | --------------------------- | ------------------ | ------- |
| Les données manquantes sont à compléter. |           |                             |                    |         |
| 1925                                     | 1959      | Pierre Salque               | radical-socialiste |         |
| 1960                                     | mars 1971 | Edouard Ruel dit « Dayou ». |                    |         |
| 1971                                     | 1977      | Abel Argaud                 |                    |         |
| 1977                                     | 1989      | Émile Guilhot               |                    |         |
| 1989                                     | 2020      | Bernard Cotte               | DVG                |         |
| 2020                                     | En cours  | Alain Debard                |                    |         |

### Fiscalité
| Désignation fiscale                         | Commune    | Moyenne de la strate |
| ------------------------------------------- | ---------- | -------------------- |
| Taux                                        |            |                      |
| Taxe d'habitation                           | 7,50 %     | 11,32 %              |
| Taxe foncière sur les propriétés bâties     | 11,57 %    | 15,79 %              |
| Taxe foncière sur les propriétés non bâties | 58,44 %    | 45,97 %              |
| Recette                                     |            |                      |
| Taxe d'habitation                           | 106 €/hab. | 108 €/hab.           |
| Taxe foncière sur les propriétés bâties     | 107 €/hab. | 121 €/hab.           |
| Taxe foncière sur les propriétés non bâties | 56 €/hab.  | 26 €/hab.            |

### Budget
| Évolution de l'endettement (en milliers d’€) | Évolution des dépenses d’équipement (en milliers d’€) |

### Instances judiciaire et administrative
| Tribunaux                   | Lieux            |
| --------------------------- | ---------------- |
| Tribunal d'instance         | Le Puy-en-Velay  |
| Tribunal de grande instance | Le Puy-en-Velay  |
| Cour d'appel                | Riom             |
| Tribunal pour enfants       | Le Puy-en-Velay  |
| Conseil de prud'hommes      | Le Puy-en-Velay  |
| Tribunal de commerce        | Le Puy-en-Velay  |
| Tribunal administratif      | Clermont-Ferrand |
| Cour administrative d'appel | Lyon             |

### Jumelages
Aucun jumelage.

## Démographie

### Évolution démographique
L'évolution du nombre d'habitants est connue à travers les recensements de la population effectués dans la commune depuis 1793. Pour les communes de moins de 10 000 habitants, une enquête de recensement portant sur toute la population est réalisée tous les cinq ans, les populations de référence des années intermédiaires étant quant à elles estimées par interpolation ou extrapolation. Pour la commune, le premier recensement exhaustif entrant dans le cadre du nouveau dispositif a été réalisé en 2005.

En 2022, la commune comptait 1 111 habitants, en évolution de −0,27 % par rapport à 2016 (Haute-Loire : +0,36 %, France hors Mayotte : +2,11 %).
| 1793  | 1800  | 1806  | 1821  | 1831  | 1836  | 1841  | 1846  | 1851  |
| ----- | ----- | ----- | ----- | ----- | ----- | ----- | ----- | ----- |
| 2 308 | 1 886 | 2 110 | 1 809 | 2 435 | 2 582 | 2 637 | 2 647 | 2 681 |

| 1856  | 1861  | 1866  | 1872  | 1876  | 1881  | 1886  | 1891  | 1896  |
| ----- | ----- | ----- | ----- | ----- | ----- | ----- | ----- | ----- |
| 2 542 | 2 544 | 2 569 | 2 522 | 2 527 | 2 633 | 2 787 | 2 697 | 2 830 |

| 1901  | 1906  | 1911  | 1921  | 1926  | 1931  | 1936  | 1946  | 1954  |
| ----- | ----- | ----- | ----- | ----- | ----- | ----- | ----- | ----- |
| 2 817 | 2 847 | 2 832 | 2 517 | 2 308 | 2 256 | 2 221 | 2 024 | 1 801 |

| 1962  | 1968  | 1975  | 1982  | 1990  | 1999  | 2005  | 2006  | 2010  |
| ----- | ----- | ----- | ----- | ----- | ----- | ----- | ----- | ----- |
| 1 763 | 1 514 | 1 280 | 1 106 | 1 077 | 1 028 | 1 085 | 1 078 | 1 150 |

| 2015  | 2020  | 2022  | - | - | - | - | - | - |
| ----- | ----- | ----- | - | - | - | - | - | - |
| 1 119 | 1 111 | 1 111 | - | - | - | - | - | - |

### Pyramide des âges
La population de la commune est relativement âgée.
En 2018, le taux de personnes d'un âge inférieur à 30 ans s'élève à 23,3 %, soit en dessous de la moyenne départementale (31 %). À l'inverse, le taux de personnes d'âge supérieur à 60 ans est de 43,7 % la même année, alors qu'il est de 31,1 % au niveau départemental.
En 2018, la commune comptait 553 hommes pour 557 femmes, soit un taux de 50,18 % de femmes, légèrement inférieur au taux départemental (50,87 %).
Les pyramides des âges de la commune et du département s'établissent comme suit.
| Hommes | Classe d’âge | Femmes |
| ------ | ------------ | ------ |
| 1,4    | 90 ou +      | 2,5    |
| 11,9   | 75-89 ans    | 14,5   |
| 30,4   | 60-74 ans    | 26,6   |
| 19,9   | 45-59 ans    | 22,1   |
| 11,6   | 30-44 ans    | 12,6   |
| 12,3   | 15-29 ans    | 8,1    |
| 12,5   | 0-14 ans     | 13,7   |

| Hommes | Classe d’âge | Femmes |
| ------ | ------------ | ------ |
| 0,9    | 90 ou +      | 2,5    |
| 8,4    | 75-89 ans    | 11,7   |
| 20,4   | 60-74 ans    | 20,5   |
| 21,3   | 45-59 ans    | 20,3   |
| 16,8   | 30-44 ans    | 16,3   |
| 15,2   | 15-29 ans    | 13,2   |
| 17     | 0-14 ans     | 15,6   |

## Économie

### Revenus
En 2018, la commune compte 495 ménages fiscaux, regroupant 1 038 personnes. La médiane du revenu disponible par unité de consommation est de 20 220 € (20 800 € dans le département).

### Emploi
| Division       | 2008  | 2013  | 2018  |
| -------------- | ----- | ----- | ----- |
| Commune        | 4,8 % | 6,7 % | 5,8 % |
| Département    | 6,3 % | 7,7 % | 7,7 % |
| France entière | 8,3 % | 10 %  | 10 %  |

En 2018, la population âgée de 15 à 64 ans s'élève à 586 personnes, parmi lesquelles on compte 75,2 % d'actifs (69,4 % ayant un emploi et 5,8 % de chômeurs) et 24,8 % d'inactifs,. Depuis 2008, le taux de chômage communal (au sens du recensement) des 15-64 ans est inférieur à celui de la France et du département.
La commune est hors attraction des villes,. Elle compte 300 emplois en 2018, contre 308 en 2013 et 300 en 2008. Le nombre d'actifs ayant un emploi résidant dans la commune est de 417, soit un indicateur de concentration d'emploi de 72 % et un taux d'activité parmi les 15 ans ou plus de 46,7 %.
Sur ces 417 actifs de 15 ans ou plus ayant un emploi, 165 travaillent dans la commune, soit 40 % des habitants. Pour se rendre au travail, 80,4 % des habitants utilisent un véhicule personnel ou de fonction à quatre roues, 1 % les transports en commun, 8,6 % s'y rendent en deux-roues, à vélo ou à pied et 10 % n'ont pas besoin de transport (travail au domicile).

## Culture locale et patrimoine

### Patrimoine
- Le dolmen de Vacheresse au lieu-dit le Cros du Riou, inscrit aux monuments historiques depuis le 18 novembre 1963[32] est en fait un chaos rocheux qualifié à tort de dolmen.
- L'église Saint-Voy est mentionnée en 1021 dans le cartulaire de Chamalières. Le clocher rajouté au XIIIe siècle est décoré par des figurines sculptées dans le granite. La nef primitive était probablement plus grande que celle que l'on voit de nos jours. De 1560 à 1574, l'église devient un temple protestant puis, elle est rendue au culte catholique. L'édifice est endommagé au cours des guerres de Religion puis durant la Révolution française. Un presbytère attenant à l'église est construit en 1813. Le portail et la chaire sont réalisés sous l'impulsion du dernier curé de Saint-Voy au XIXe siècle. Lors de la séparation de l'Église et de l'État en 1905, l'église n'est plus desservie et abandonnée, elle tombe en ruine. Vers 1970, une association de riverains et sympathisants, Les amis de Saint-Voy, initie sa restauration. Elle est inscrite au titre des monuments historiques par arrêté du 4 juillet 1972[33],[34].
- Le temple protestant : vaste édifice de granit construit entre 1816 et 1823, en style néo-classique. Sa nef peut accueillir jusqu'à 2000 fidèles. Il a remplacé le premier temple de Mazet, construit dès 1576 mais détruit sur ordre de l'intendant Daguesseau en mars 1679[35].
- Jardin botanique Montagnard.
- L'Atelier du Sabotier Et Galerie d'Art Lou Ventor.

On peut également citer la maison forte La Bessea et son jardin,, la croix de l'ancien cimetière catholique datant de 1846, l'église libre du Riou datant de 1829, l'ancien édifice religieux chrétien de darbystes, le moulin de Boyer et les fermes.

### Personnalités liées à la commune
Personnes ayant résidé sur la commune[réf. nécessaire] :
- Charles Gide (1847-1932), économiste, professeur au Collège de France de 1923 à 1928 ;
- Louis Comte (1857-1926), pasteur fondateur de L'Œuvre des Enfants à la Montagne ;
- Charles Rist (1874-1955), économiste, professeur à l'université de Montpellier et à la faculté de droit de Paris ;
- Georges Canguilhem (1904-1995), philosophe, professeur à la Sorbonne, médaillé d'or du CNRS en 1987 ;
- Albert Camus (1913-1960), romancier, prix Nobel de littérature en 1957.
- La famille de Romezin prédomine sur Romières (lieu voisin au Chambon) puis sur Bonnas (château rasé) et Montgiraud du XIIe  au XVe siècle. Anthoine, notaire convertira les siens à la Réforme jusqu'à l'abjuration de sa descendante, Louise, jeune veuve, laquelle en sera canonisée (vitraux à la Louvesc)

## Iconographie

Photographies contemporaines
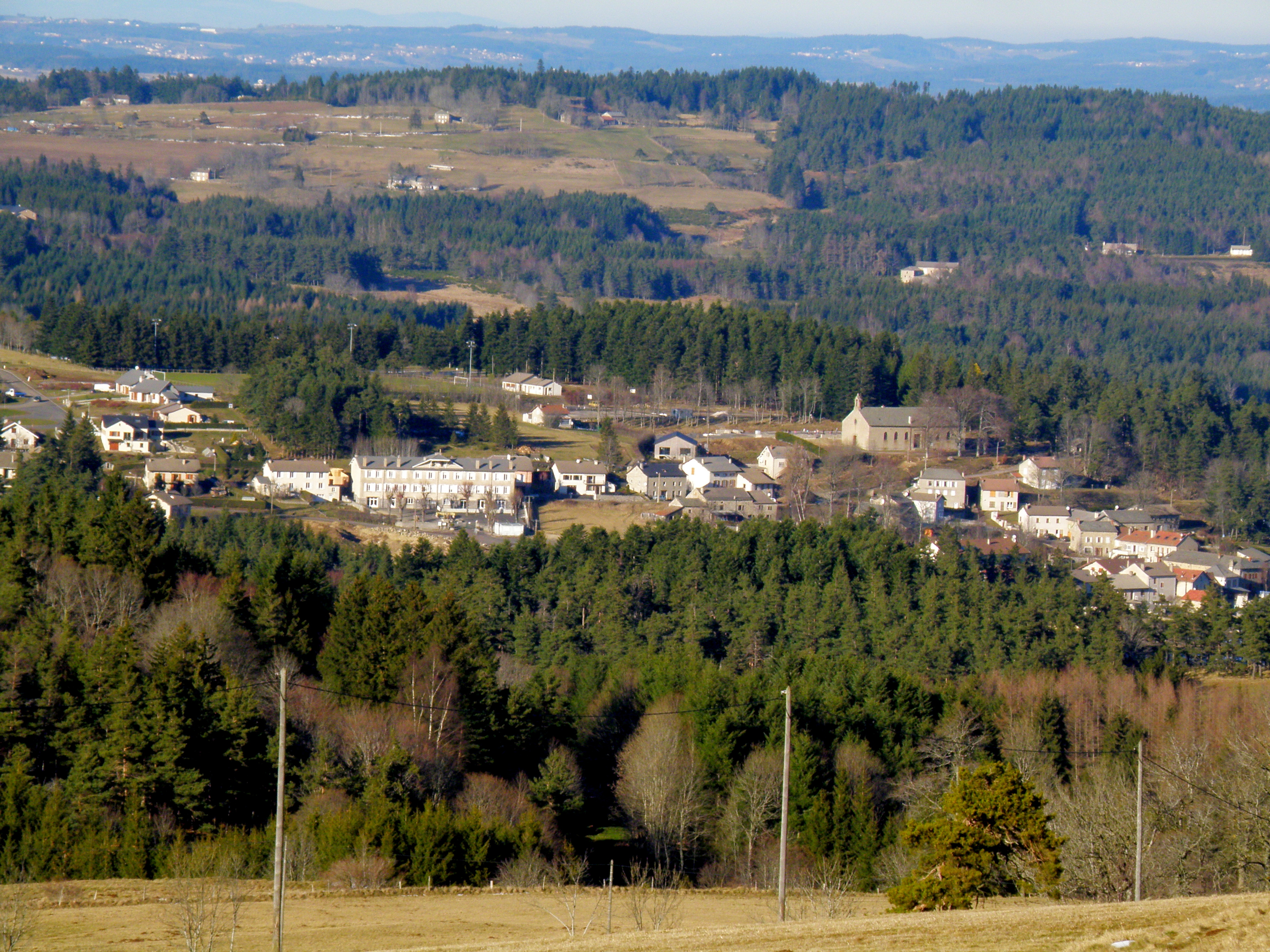
L'école communale et le temple vus du sud.
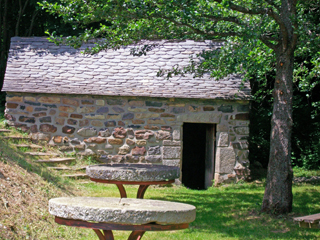
Moulin du Bouchat.
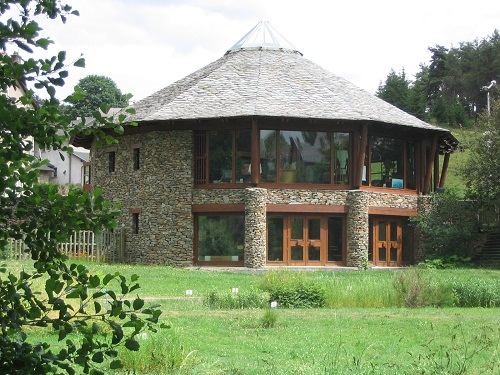
Halle fermière.

Cartes postales anciennes
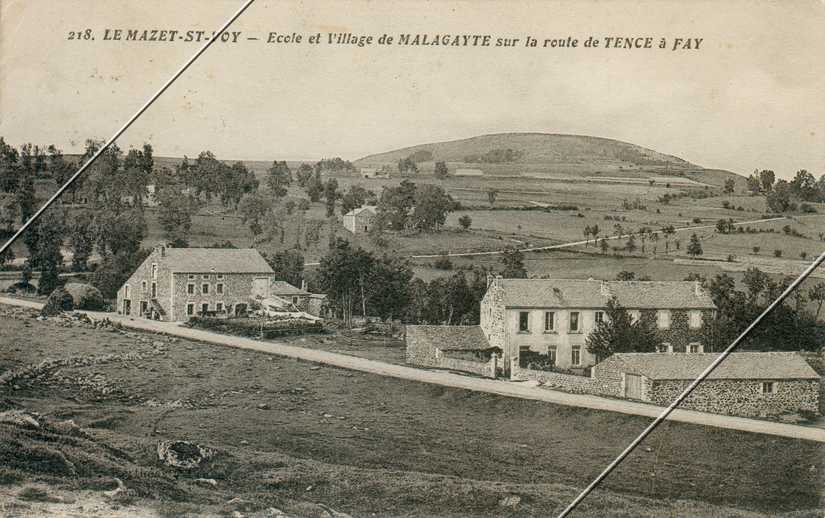
Hameau de Malagayte.
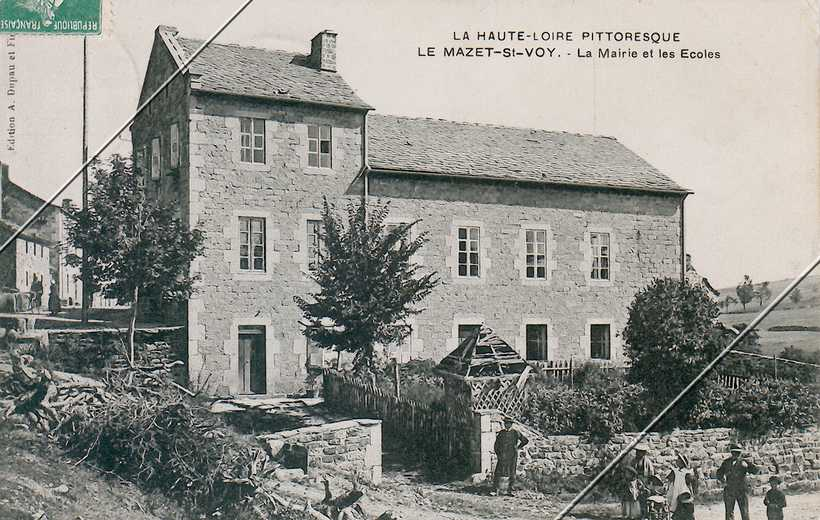
École communale.
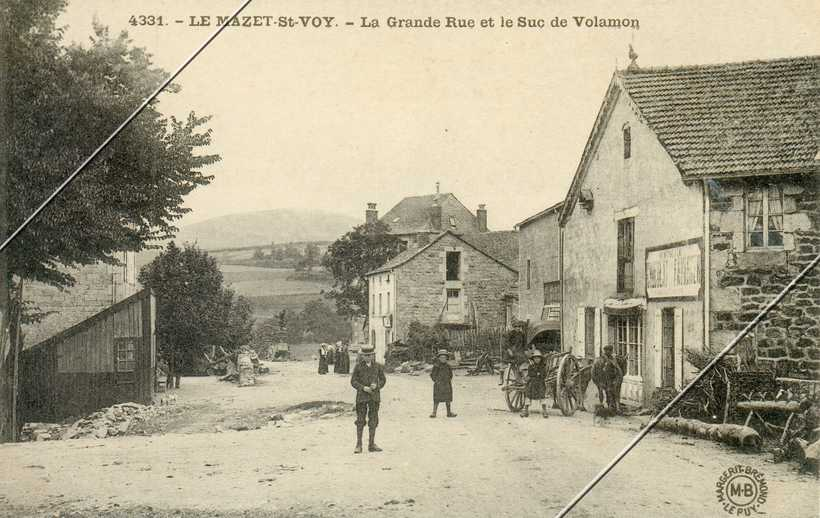
Vers Fay-sur-Lignon.
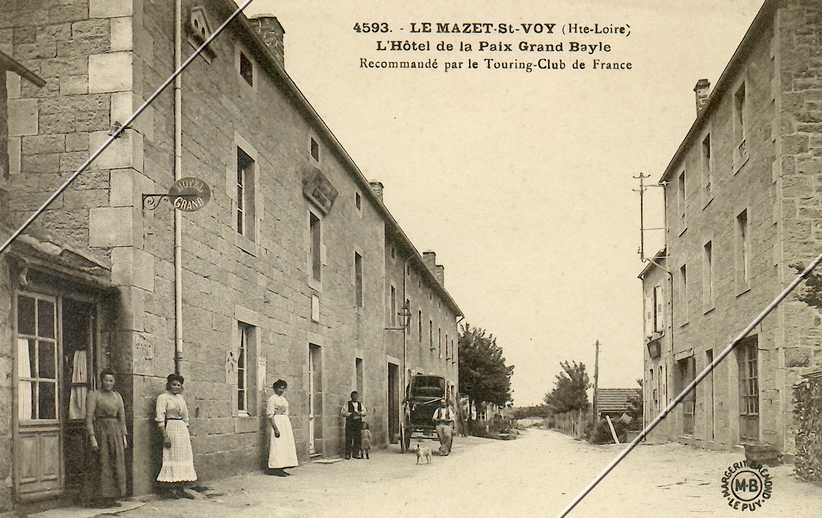
Vers Tence.
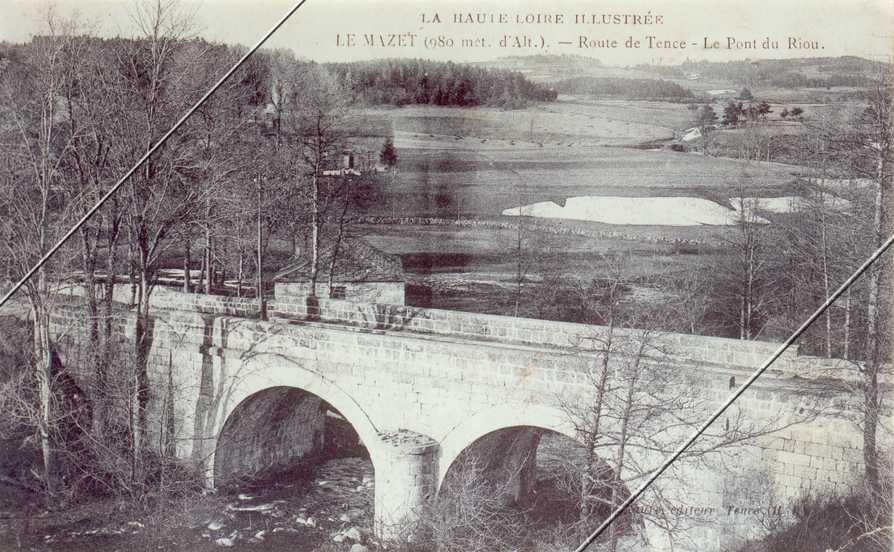
Pont du Riou.
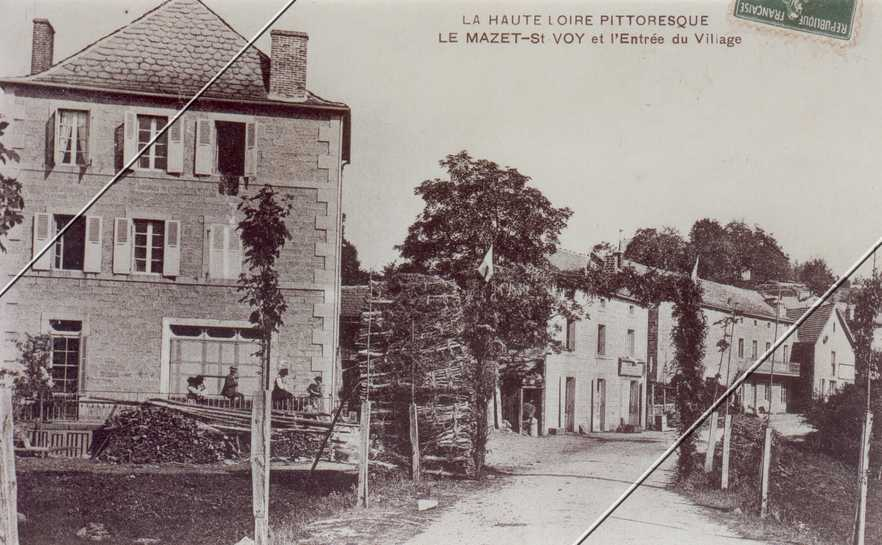
Boulangerie.
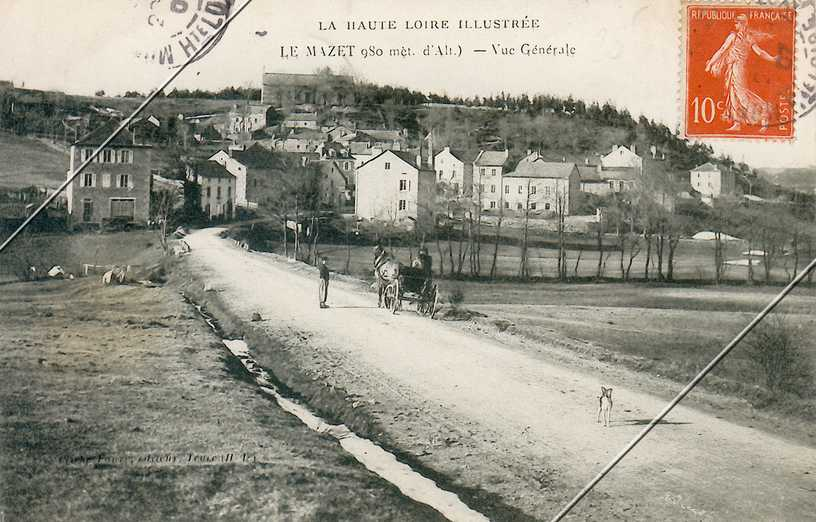
Vue du sud.